# 1993 en Saskatchewan
Chronologie de la Saskatchewan
- 1989
- 1990
- 1991
- 1992
- 1993
- 1994
- 1995
- 1996
- 1997

Cette page concerne des événements d'actualité qui se sont produits durant l'année 1993 dans la province canadienne de la Saskatchewan.

## Politique
- Premier ministre : Roy Romanow
- Chef de l'Opposition :
- Lieutenant-gouverneur : Sylvia Fedoruk
- Législature :

## Naissances

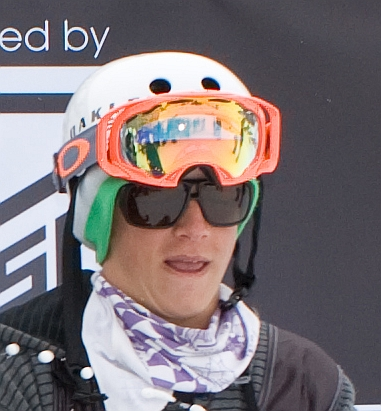
Mark McMorris

- 9 décembre : Mark McMorris, né  à Regina, est un snowboardeur canadien. Il est le premier snowboardeur à avoir réalisé en compétition un "triple cork 1440".